# USS Vagrant
El USS Vagrant (PYc-30) fue un yate que sirvió como patrullero en la Armada de los Estados Unidos durante la Segunda Guerra Mundial.

## Construcción
Vagrant, un yate de casco de acero y una sola hélice, fue puesto en grada el 9 de enero de 1941 en Bath Iron Works en Maine. Fue botado el 24 de mayo de 1941 y entregado a su propietario, el ejecutivo ferroviario, navegante y socialité Harold Stirling Vanderbilt, el 13 de septiembre de 1941. 

## Servicio en la Marina de los Estados Unidos
La Armada de los EE. UU. adquirió el Vagrant el 23 de marzo de 1942 para utilizarlo como patrullero de distrito. 
Aunque inicialmente fue designado como YP-258 sin nombre, el yate fue reclasificado como buque de patrulla costera y se le dio el número de casco PYc-30 el 2 de abril de 1942. Una orden del 8 de abril de 1942 autorizó la conservación del nombre Vagrant. Equipado en City Island, en el Bronx, por el astillero Robert Jacob, Inc., el Vagrant fue puesto en servicio el 9 de mayo de 1942. 
Después de las pruebas en New London, Connecticut y Boston, Massachusetts, el Vagrant llegó a Newport, Rhode Island, el 11 de agosto de 1942 para realizar tareas especiales bajo las órdenes del comandante de la Frontera Marítima Oriental. Transferido sucesivamente al 1.er y 3.er Distrito Naval para operaciones locales en función de patrulla y entrenamiento, el Vagrant fue dado de baja y puesto "en servicio" el 29 de diciembre de 1943. Realizó tareas de entrenamiento con el 3er Distrito Naval durante el resto de la guerra. 
El 30 de mayo de 1945, el comandante del 3er Distrito Naval autorizó la desactivación del Vagrant, como preparación para su entrega a la War Shipping Administration (WSA). Puesto "fuera de servicio" y amarrado el 6 de agosto, el Vagrant fue dado de baja de la Armada el 1 de septiembre y transferido a la WSA el 14 de diciembre. 

## Posguerra
Después de regresar a su propietario de antes de la guerra, Harold S. Vanderbilt, Vagrant cambió de manos alrededor de 1949 cuando fue adquirido por Ralph C. Allen de Oyster Bay, Nueva York. Posteriormente, recogido por Orion Shipping and Trading Co., Vagrant permaneció en el Registro de Yates de Lloyd hasta 1947, cuando su nombre desapareció de las listas. Se sabía que operaba bajo bandera liberiana en 1955. Su historia después de esa fecha es incierta.
En 1977, el barco supuestamente encalló en la isla de Gran Canaria. Posteriormente fue adquirido por João Bartolomeu Faria, quien lo trajo a la isla de Madeira en 1979. Aunque inicialmente solo quería restaurarlo para que pudiera volver a navegar, Faria acabó transformando el barco en restaurante, sacándolo del mar y creando conjuntamente una mini marina que sirviera como parte del complejo de restauración. 
Con el temporal del 20 de febrero de 2010, el Gobierno Regional de Madeira decidió renovar toda la zona que rodea el buque con el fin de crear más espacios verdes, haciendo imposible que el Vagrant continuara en el lugar donde se encontraba. Pese a las objeciones del propietario, las autoridades de Madeira lograron retirar el barco, que quedó estabilizado en tierra. Tras reingresar al agua, el barco fue remolcado hasta el puerto de Caniçal, con el objetivo de ser posteriormente hundido y transformado en un arrecife artificial frente a las costas de Madeira. 
En diciembre de 2013, con un temporal que azotó la costa sur de Madeira, el yate acabó hundiéndose en la bahía de Caniçal y ha permanecido allí desde entonces.

## Premios
- Medalla de la Campaña Americana
- Medalla de la Victoria de la Segunda Guerra Mundial